# كيفن ماكان
كيفن ماكان (بالإنجليزية: Kevin McCann)‏ (11 سبتمبر 1987 بغلاسكو في المملكة المتحدة - ) هو لاعب كرة قدم بريطاني في مركز الدفاع. شارك مع منتخب اسكتلندا تحت 20 سنة لكرة القدم ومنتخب اسكتلندا تحت 21 سنة لكرة القدم. أما مع النوادي، فقد لعب مع ريث روفرز ونادي إنفرنيس ونادي فالكيرك ونادي هيبرنيان ونادي واريورز ونادي غرينوك مورتون ونادي ليفينغستون لكرة القدم.

## وصلات خارجية
- كيفن ماكان على موقع قاعدة بيانات كرة القدم.إي يو (الإنجليزية)
- كيفن ماكان على موقع Soccerbase.com (لاعب) (الإنجليزية)
- كيفن ماكان على موقع Soccerway.com (الإنجليزية)
- كيفن ماكان على موقع عالم كرة القدم.نت (الإنجليزية)